# 康熙历狱
康熙曆獄，又称汤若望案，此案發生於清朝1659年至1665年間，是由欽天監官楊光先等人發難，矛頭直指湯若望等耶穌會傳教士。楊光先控告湯若望等傳教士有三大罪狀：（一）潛謀造反；（二）邪說惑衆；（三）曆法荒謬。

## 事情经过
楊光先將湯若望寫的許多書誣為妖言惑眾，並羅列“新法十謬”指斥湯若望西洋新曆法的種種錯誤，更為厲害的是提出由於新曆法使吉時凶時倒置，造成了嚴重後果：尤其是選擇順治帝皇太子榮親王的葬期誤用洪範五行，山向年月俱犯忌殺，事犯重大（順治十五年，榮親王病死，兩年後，其生母董鄂妃也病逝，又136天後，順治帝也駕崩）。
1661年，順治皇帝病逝，八歲的康熙皇帝登基，年幼尚未親政，輔政大臣鰲拜等一直以來反對西洋學說，不滿外邦人參議朝政，敵視傳教士。於是楊光先夥同鰲拜等陷害湯若望等傳教士。1664年（康熙三年）9月26日，清廷會審湯若望，以及欽天監官員。當時湯若望已經73歲，久已癱瘓重病在身、言語不清，只能由南懷仁代言。
同年冬天，鰲拜廢除新曆，逮捕湯若望和南懷仁等傳教士。翌年3月16日，廷議將欽天監監正湯若望、欽天監官員刻漏科杜如預、五官挈壺正楊弘量、曆科李祖白、春官正宋可成、秋官正宋發、冬官正朱光顯以及中官正劉有泰等皆凌遲處死。
按照判決，次年（1665年，康熙四年）湯若望應凌遲處死。但不久天上出現被古人認爲不祥之兆的彗星。接著京城又突然發生了大地震，「且一连地震三日，人皆露宿，惴惴不安。」皇宮在地震中遭到破壞，而且有宮殿著火。清統治者視其爲上天示警，正所謂「天垂象，示吉凶，聖人則之」。不久以後獲孝莊太皇太后懿旨釋放汤若望：「湯若望向為先帝所信任，禮待極隆，爾等欲置之死地耶？」湯若望因此得以獲釋免死。欽天監官員杜如預、楊宏量免死，但是李祖白等五人依然被斬（一說被絞刑
）。1666年8月15日 (康熙五年七月十五），湯若望病故。
在康熙帝親政後，決定平反該案。

## 外部連結
- 黃一農：
  - 〈康熙朝漢人士大夫對「曆獄」的態度及其所衍生的傳說 （页面存档备份，存于）〉
  - 〈擇日之爭與康熙曆獄〉
  - 〈康熙朝涉及「曆獄」的天主教中文著述考〉
  - 〈清初天主教與回教天文家間的爭鬥〉

## 关联条目
- 顺治帝、康熙帝
- 汤若望、南怀仁
- 大统历、时宪历